# 荻原魚雷
荻原 魚雷（おぎはら ぎょらい、1969年- ）は、三重県鈴鹿市生まれのフリーライター、エッセイスト。1989年秋から高円寺に在住。
明治大学文学部中退。在学中から雑誌の編集、書評やエッセイを執筆。『sumus』同人。古書に関するエッセイを主に書く。

## 著作

### 単著
- 『古本暮らし』晶文社  2007
- 『活字と自活』本の雑誌社  2010
- 『本と怠け者』 2011(ちくま文庫)
- 『書生の処世』本の雑誌社  2015
- 『閑な読書人』晶文社  2015
- 『日常学事始』本の雑誌社  2017
- 『古書古書話』本の雑誌社  2019
- 『中年の本棚』紀伊國屋書店  2020
- 『100年前の鳥瞰図で見る東海道パノラマ遊歩』 (ビジュアルだいわ文庫)　大和書房　2023

### 共著
- 『本の虫の本』林哲夫, 能邨陽子,田中美穂, 岡崎武志共著,赤井稚佳 イラストレーション 創元社  2018

### 編著
- 『吉行淳之介エッセイ・コレクション』全4冊 編 2004(ちくま文庫)
- 『吉行淳之介ベスト・エッセイ』編 2018(ちくま文庫)
- 梅崎春生『怠惰の美徳』編  2018(中公文庫)